# Island of Promise
Az Island of Promise a Belau Hegyi Dórival közösen írt 2015 szeptemberében megjelent bemutatkozó kislemeze. A dalhoz Damokos Attila rendező és Nagy Marcell operatőr közösen készített videóklipet a Dunakanyarban, mely később kivívta az I. Magyar Klipszemle különdíját és több hazai honlap is elismerősen méltatta.
Az Island of Promise a későbbiekben feltűnt az HBO saját gyártású Aranyélet című sorozatában, a Deezer Magyarország szerkesztőinek éves kedvencei, az Index.hu 2015 legjobb dalai közé válogatta, továbbá előszeretettel játszotta a Petőfi Rádió, valamint később a Telenor Magyarország és a Pepsi reklám- és kampányzenéjévé is vált (33 országban).
A dal sikerére tekintettel a zenekar 2016 januárjában remix kiadványt jelentett meg annak népszerűsítése érdekében, melyre olyan előadókat kértek fel, mint Muzikfabrik és ThomChris, Damien, Paperdeer, Sammie Beats, valamint a gypsyROBOT.tv.

## Dalok listája
| 1. | Island of Promise (km. Hegyi Dóra) | Kedves Péter, Hegyi Dóra | 03:23 |

| 1. | Island of Promise (km. Hegyi Dóra)                                       | Kedves Péter, Hegyi Dóra    | 03:23 |
| 2. | Island of Promise (km. Hegyi Dóra) (Paperdeer Remix)                     | Kiss Benjámin, Biró Norbert | 05:00 |
| 3. | Island of Promise (km. Hegyi Dóra) (Muzikfabrik & ThomChris Remix)       | Sövegjártó László           | 03:36 |
| 4. | Island of Promise (km. Hegyi Dóra) (Sammie Beats Remix)                  | Sam Smith                   | 03:17 |
| 5. | Island of Promise (km. Hegyi Dóra) (Damien Remix)                        | Veszelei Dániel             | 03:54 |
| 6. | Island of Promise (km. Hegyi Dóra) (gypsyROBOT.tv Remix) (rádió verzió)  | Farkas László               | 03:00 |
| 7. | Island of Promise (km. Hegyi Dóra) (gypsyROBOT.tv Remix) (teljes verzió) | Farkas László               | 06:58 |